# 1987年飓风弗洛伊德
飓风弗洛伊德（英語：Hurricane Floyd）是1987年大西洋飓风季中唯一登陆美国的飓风，也是该季最后一场获命名的风暴，于10月9日在尼加拉瓜东岸近海发展形成。成为热带风暴后，气旋北上穿越古巴西部。受逐渐逼近的冷锋影响，弗洛伊德意外转向东北，于10月12日晚在佛罗里达礁岛群附近达到飓风强度。风暴经过佛罗里达州南部，催生出两场龙卷风并引发轻度破坏，还在德克萨斯州南部产生离岸潮并夺走一条人命。弗洛伊德只在飓风强度下保持12小时，然后就因冷锋导致外界环境不利而减弱。气旋经过巴哈马并逐渐转变成温带气旋，最终于10月14日逐渐消散。

## 气象历史
飓风弗洛伊德的源头可以追溯到10月5日洪都拉斯湾内的低气压区。这片天气系统接下来几天里向东飘移，之后又转向南下抵达尼加拉瓜东岸近海。10月9日，飓风猎人侦察机确认低气压区内发展出有组织的环流，表明第十三号热带低气压已经形成。气旋继续向南飘移，然后因东侧有高压脊形成转向北上，之后又转朝西北方向前进。受高空的反气旋影响，热带低气压逐渐组织，于10月10日增强成热带风暴并获名“弗洛伊德”（Floyd）。
达到热带风暴标准后，气旋因受逐渐逼近的冷锋影响而在西加勒比海加速北上。弗洛伊德稳步增强，于10月12日清晨进入古巴最西侧上空。气象机构起初预测风暴会在那不勒斯和麦尔兹堡之间登陆，但气旋实际上却出人意料地大幅转向东北进入墨西哥湾东南部。根据飓风猎人侦察机的报告，气象部门认定弗洛伊德于10月12日短暂达到飓风标准。与此同时，附近的冷锋催生出冷气压区，导致风暴的内流中断。气旋经过佛罗里达礁岛群，成为这年吹袭美国的唯一一场飓风，但在冷锋的影响下，中心上空的对流在此期间迅速消退，不久后就降级成热带风暴。美国国家飓风中心无法再通过卫星图像追踪环流，只有地面观测结果表明弗洛伊德从迈阿密以南不远处经过。风暴在巴哈马上空减弱并逐渐转变成温带气旋，到10月18日晚已完成转变。次日清晨，环流在冷锋范围内完全消散。

## 防灾措施和影响

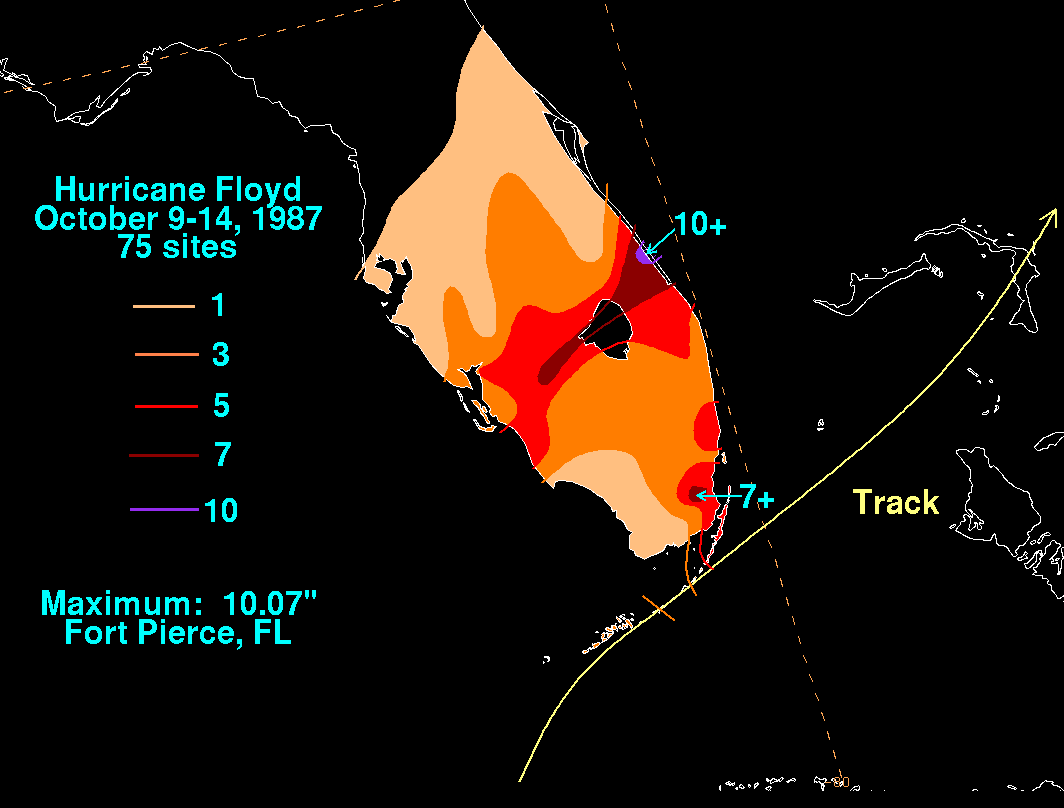
飓风弗洛伊德的降水分布

弗洛伊德刚刚达到热带风暴强度时，天鹅群岛和大开曼收到热带风暴警告。此后不久，尤卡坦半岛东北部接获热带风暴警告和飓风观察预警，气旋之后在该半岛沿海地区降下暴雨。古巴哈瓦那以西地区也进入热带风暴警告或飓风观察预警生效状态。面对风暴来袭，古巴比那尔德里奥省官员将约十万居民和四万头牛转移。此外，还有多架国际航班在弗洛伊德过境期间取消。气旋以热带风暴强度经过古巴西部，但没有在该国造成重大破坏或人员丧生。
热带风暴弗洛伊德位于古巴上空时，美国国家飓风中心向佛罗里达礁岛群和该州西南沿海至威尼斯发布飓风警告。这是佛罗里达州首次收到与这场风暴有关的警告，气象机构预计气旋会在短时间内增强成飓风。该州东部接获热带风暴观察预警，之后又升级成警告。随着弗洛伊德的移动路线朝东偏移，佛罗里达州东南部和巴哈马西北部也收到飓风警告。面对气旋威胁，佛罗里达州南部官员将学校关闭，迈阿密国际机场有少量航班取消。霍姆斯特德空军基地约有100架F-4和F16战斗机转移到更加安全的地点。美国红十字会在佛罗里达州的十个县开设有55个避难所，一度有约2000人前来躲避，其中大部分是在李县。飓风沿途地区居民从超市购买应急物资并为交通工具加好油，把室外的松散物品固定，以此应对风暴来袭。
弗洛伊德是1985年的飓风鲍勃过后首场袭击佛罗里达州南部并获命名的风暴。气旋经过该州南部期间在海上和陆地上都产生强风，佛罗里达礁岛群以达克基（Duck Key）持续风速最高，达到每小时94公里，并且阵风时速更高。位于库乔基（Cudjoe Key）的美国空军基地所测阵风时速高达152公里，但这个数字没有得到正式确认。弗洛伊德的雨带直接产生的降水不到25毫米，但飓风同逐渐逼近的冷锋相互影响，产生的降雨量要高得多。降雨范围向北面一直延伸到戴通纳海滩，并以匹尔斯堡雨量最高，达256毫米。风暴绕过佛罗里达礁岛群期间催生出的海龙卷风在岩石港（Rock Harbor）登岸，造成少量船只和民宅受损。风暴还在遥远的德克萨斯州沿海产生离岸潮，导致南帕诸岛（South Padre Island）一人遇难。
弗洛伊德在佛罗里达州南部大范围地区引发轻度破坏，损失总额约为50万美元（1987年美元），其中大部分属树木倒塌和电缆受损，戴德县的农作物遭受轻微损失。佛罗里达州南部多条道路被降水产生的洪水淹没，导致州收费公路上许多车辆抛锚。吹袭佛罗里达州后，弗洛伊德又对巴哈马造成轻度风害。该国以弗里波特（Freeport）所测阵风时速最高，达到77公里。风暴残留在弗里波特国际机场产生的持续风速约为每小时64公里。